# Viking (voilier)
Le Viking est un quatre-mâts barque qui a été construit en 1906 par les chantiers Burmeister & Wain à Copenhague, Danemark.
Depuis les années 1950, il est plus connu sous son nom suédois de Barken Viking (« la barque Viking »).
Il est amarré dans le port de Göteborg, Suède et sert d'hôtel au parc d'attractions de Liseberg.

## Histoire
À l'origine, il a été construit pour être utilisé comme voilier-marchand dans la flotte danoise, en pleine expansion.
À cette époque, la navigabilité rapide et sa capacité de fret ont été la priorité absolue.
Un jour de juillet 1909, le commandant Niels Clausen a enregistré dans le livre de bord un record de vitesse, 15,5 nœuds (28,7 km/h), tout en transportant une cargaison complète de blé de l'Australie, en réalisant 372 miles en 24 heures.
En 1929, le Viking a rejoint la flotte de grands voiliers d'Erikson.
Il a échappé à la mise au rebut à la fin des années 1940 et a été finalement sauvé par le gouvernement suédois en 1950. Il a d'abord servi de bureau d'expédition de différentes entreprises du port de Göteborg, puis d'école de matelotage, avant de devenir un hôtel pour le parc d'attractions de Liseberg.

## Les différentes cargaisons duViking
- Blé - Australie
- Guano - Amérique du Sud
- Charbon - Europe
- Pierre de taille - Norvège
- Bois - la Suède (Sundsvall)
- Ciment - Danemark
- Sel - Allemagne (Hambourg)
- Graines de soja - Russie (Vladivostok)